# 羽後交通

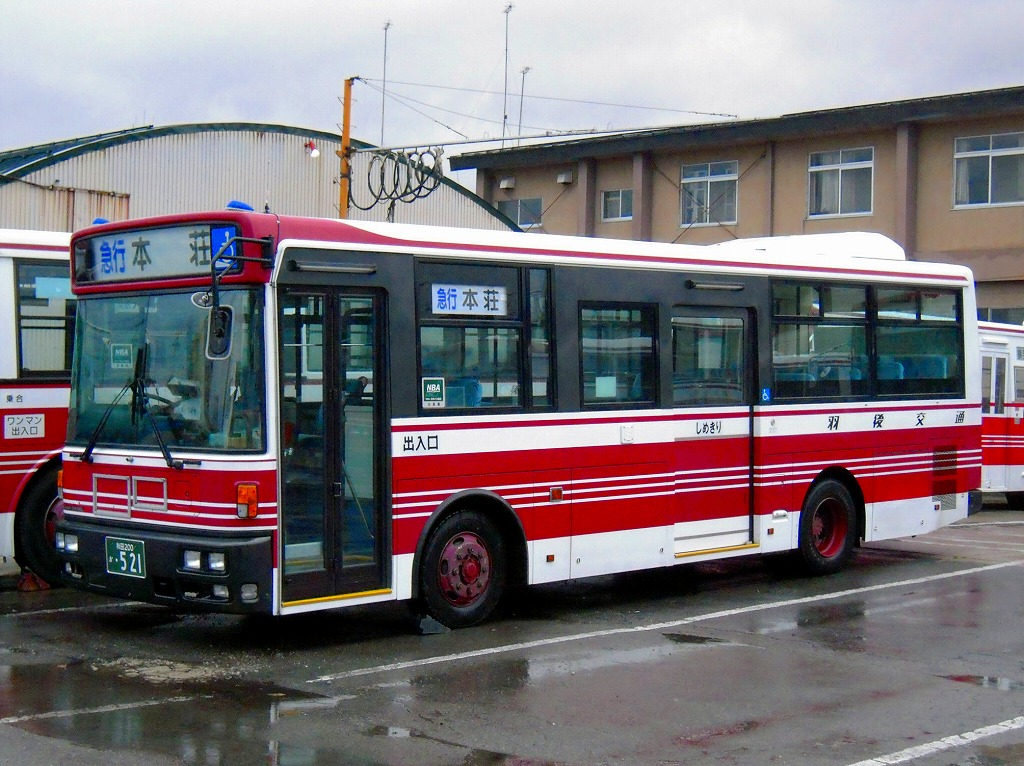
羽後交通的一般巴士路線車輛

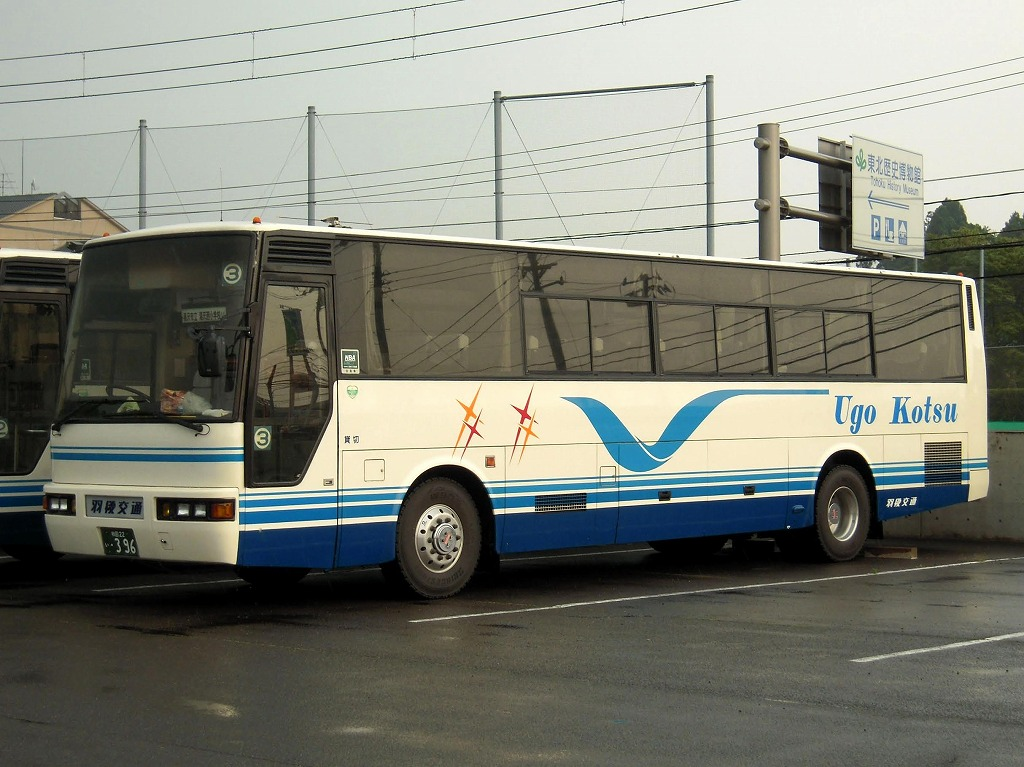
羽後交通的租賃車輛

羽後交通株式會社（日语：／）是一家基地位於秋田縣的巴士公司，主要營運秋田縣南部地區。為秋田縣內最大規模的巴士公司。在1916年（大正5年）創立。總社位於橫手市前鄉二番町。
公司曾經設有鐵路事業，包括營運橫莊線和雄勝線。

## 歷史
- 1916年（大正5年）
  - 10月24日 - 橫手鐵道株式會社成立。
  - 12月5日 - 商號改名為橫莊鐵道株式會社。
- 1918年（大正7年）8月18日 - 東線（後來為橫莊線）開業。
- 1922年（大正11年）8月1日 - 西線開業。
- 1937年（昭和12年）9月1日 - 西線被國有化。成為鐵道省矢島線。
- 1943年（昭和18年）10月16日 - 與雄勝鐵道等15間鐵路和巴士公司合併。
- 1944年（昭和19年）5月31日 - 商號改名為羽後鐵道株式會社。
- 1952年（昭和27年）2月15日 - 商號改名為羽後交通株式會社。
- 1971年（昭和46年）7月20日 - 橫莊線廢止。
- 1973年（昭和48年）4月1日 - 雄勝線廢止，退出鐵路事業[注 1]
- 1977年（昭和52年）- 在舊總部遺址建設羽後交通大廈，大樓內設有巴士總站和一些租戶，例如吉之島橫手店（日语：イオンスーパーセンター横手南店）。
- 1991年（平成3年）7月25日 - 開設高速巴士路線湯澤 - 秋田線（日语：湯沢 - 秋田線）。
- 2001年（平成13年）
  - 4月29日 - 開設來往橫手 - 須川溫泉（日语：須川温泉）之間的急行「栗駒Liner」，每日設有4往返班次。
  - 8月 - 在大曲市的委託下，大曲市循環巴士「100巴士」開始運行。
- 2002年（平成14年）
  - 10月21日 - 由於客量不足，栗駒Liner暫停服務。
  - 11月1日 - 開始發售以70歲以上長者為對象的「Gold Free定期券」。
- 2003年（平成15年）7月18日 - 在本莊市的委託下，本莊市循環巴士「御殿毬號」開始運行。
- 2005年（平成17年）
  - 8月2日 - 在湯澤市的委託下，雄湯鄉的穿梭巴士「湯托邦號」開始運行。
  - 9月10日 - 羽後交通首次開設定期觀光巴士。
- 2008年（平成20年）
  - 4月1日 - 矢島營業所降級為詢問處。
  - 7月1日 - 隨著羽後交通大廈拆毀重建，橫手巴士總站（日语：横手バスターミナル）暫時關閉，橫手站前的巴士迴旋路暫時擴張。
- 2010年（平成22年）4月1日 - 取消仁賀保線、大竹線、長岡線、鳥海線[1]，象潟營業所降級為詢問處。
- 2012年（平成24年）3月31日 - 關閉增田案內所[2]。
- 2014年（平成26年）9月16日 - 在租賃巴士事業的經營範圍中，除了秋田縣和宮城縣所有區域外，加入了岩手縣雫石町、岩手縣西和賀町、山形縣最上町和山形縣真室川町四處[3]。
- 2016年（平成28年）10月 - 迎接公司創立100周年[4][5]。
- 2019年（平成31年）2月14日 - 本莊象潟線開始實行貨客混載（日语：貨客混載）措施[6][7]。

## 總部
- 秋田縣橫手市前鄉二番町4番10號
  - 最近的巴士站:前鄉二番町、橫手巴士總站（日语：横手バスターミナル）

## 營業所、資訊站
在營業所中，設有車輛所屬的營業所名為「汽車營業所」，沒有車輛所屬的營業所單以「營業所」，區別兩種營業所類型。但是在巴士站名稱上，「汽車營業所」的巴士站名稱中，只會簡稱「營業所」。
| 地區           | 營業所等           | 備註                                                   |
| -------------- | ------------------ | ------------------------------------------------------ |
| 橫手、平鹿地區 | 橫手汽車營業所     |                                                        |
| 橫手、平鹿地區 | 橫手巴士總站       |                                                        |
| 橫手、平鹿地區 | 十文字詢問處       |                                                        |
| 湯澤、雄勝地區 | 湯澤汽車營業所     |                                                        |
| 湯澤、雄勝地區 | 西馬音內車票發售處 | 舊羽後交通雄勝線 西馬音內站                            |
| 大曲、仙北地區 | 大曲汽車營業所     | 不可在此處購買車票等商品                               |
| 大曲、仙北地區 | 大曲巴士總站       | 在大曲汽車營業所內的販賣業務等均在總站內的詢問處中購買 |
| 大曲、仙北地區 | 境汽車營業所       |                                                        |
| 大曲、仙北地區 | 角館汽車營業所     |                                                        |
| 大曲、仙北地區 | 田澤湖汽車營業所   |                                                        |
| 大曲、仙北地區 | 田澤湖車票販賣處   | JR東日本秋田分社田澤湖站內                             |
| 本莊、由利地區 | 本莊汽車營業所     |                                                        |
| 本莊、由利地區 | 象潟詢問處         |                                                        |
| 其他           | 秋田營業所         | 秋田市川尻大川町                                       |
| 其他           | 仙台詢問處         | 仙台市宮城野區小田原                                   |
| 其他           | 宮城營業所         | 宮城縣大崎市                                           |
| 廢止           | 東京詢問處         |                                                        |
| 廢止           | 增田詢問處         | 舊 增田汽車營業所                                      |
| 廢止           | 矢島詢問處         | 舊 矢島汽車營業所                                      |

## 相關企業
- 羽後交通觀光（日语：羽後交通観光）（旅行社）
- 羽後交通興業（設有田澤湖遊船服務，以及保險代理業務等）

## 高速巴士
- 田澤湖、橫手 - 東京、橫濱（湖泊&港口號）

概要
這是一條連接秋田縣仙北市和神奈川縣橫濱市的夜行高速巴士。愛稱為「湖泊&港口」（英文：lake&port），該名稱取自田澤湖和橫濱港兩處。高速巴士路線由橫手汽車營業所和大曲汽車營業所互相交替負責班次。曾經在橫濱一方設有相模鐵道（由橫濱營業所負責），以聯營的方法營運此路線。但是，相鐵在2008年8月31日（巴士出發日）後便退出營運該路線。實際上在同年3月16日起，羽後交通已經負責相模鐵道的班次（同時，相模鐵道完全退出高速巴士業務）。翌年的2008年9月1日起，江之電巴士藤澤（當時）加入，再次成為聯營路線。在同年11月1日起更延伸路線至鎌倉站和藤澤站。在2019年6月30日，江之電巴士不再營運此路線。自從羽後交通再次獨立經營此路線，同時不再駛入鎌倉站和藤澤站。
走行路線
- 田澤湖站前 - 角館營業所 - 大曲巴士總站 - 道之驛美鄉 - 橫手巴士總站⇔東京站（上客點為八重洲南出口，落客點為日本橋出口） - 橫濱站西出口
  - 中途沒有休息站（在東北自動車道上河内服務區、國見服務區、前澤服務區進行乘務員交班）。

路線歷史
- 2008年（平成20年）8月31日 - 在橫濱一方聯營的公司相模鐵道不再行走此路線。路線不再行走相鐵高速巴士中心 - 橫濱站西出口之間區間。
- 2008年（平成20年）9月1日 - 在相模鐵道不再行走此路線後，於橫濱一方的聯營公司由江之電巴士藤澤接手。
- 2008年（平成20年）10月8日 - 路線加停「AEON大曲購物中心」。
- 2011年（平成23年）11月1日 - 路線開始駛入藤澤站南出口、鎌倉站東出口。
- 2019年（令和元年）6月30日 - 當日巴士出發後，江之電巴士不再行走此路線。由羽後交通單獨營運，並改回在橫濱站到發。
- 2020年（令和2年）2月1日 - 在當日出發班次起，於東京都內的停靠站由濱松町巴士總站改為東京站。
- 2020年（令和2年）4月7日 - 受到COVID-2019新冠病毒影響使客量需求減少，當日巴士出發後。路線全面暫停服務。

車輛
- 路線使用獨立3列座位，設有廁所的超級高地台巴士。在羽後交通車輛中，使用了三菱扶桑 Aero Queen I（包括來自相模鐵道的轉讓巴士）和三菱扶桑 Aero Queen。曾經富豪Asterope行走此路線。

使用狀況
| 年度               | 運行日數 | 運行班次數量 | 一年總運送人次 | 一日平均人次 | 一班平均人次 |
| 2002（平成14）年度 | 365      | 1,389        | 34,085         | 93.4         | 24.5         |
| 2003（平成15）年度 | 366      | 1,250        | 31,008         | 84.7         | 24.8         |
| 2004（平成16）年度 | 365      | 1,140        | 28,423         | 77.9         | 24.9         |
| 2005（平成17）年度 | 365      | 1,069        | 26,616         | 72.9         | 24.9         |
| 2006（平成18）年度 | 365      | 1,073        | 27,519         | 68.7         | 25.6         |
| 2007（平成19）年度 | 366      | 996          | 25,137         | 75.4         | 25.2         |
- 本莊、象潟 - 東京站、新宿站西出口（特快鳥海號（日语：エクスプレス鳥海号），與關東巴士聯營）
- 湯澤/大曲、橫手 - 仙台站東出口（Green Liner號（日语：グリーンライナー号），與JR巴士東北聯營）
- 本莊、象潟 - 仙台站（日语：仙台 - 酒田・本荘線）（與庄內交通聯營）
  - 在鶴岡（日语：庄内観光物産館） - 本莊之間，若巴士內設有空坐位，則可自由上落車。但是，在這個自由上落車區間中，從仙台出發的班次中，於山形縣內只可乘車、秋田縣內只可下車。從本莊出發的班次中，於秋田縣內只可乘車，山形縣內只可下車。均採取關門系統（日语：クローズドドアシステム）。
- 湯澤、橫手 - 秋田（日语：湯沢 - 秋田線）（與秋田中央交通（日语：秋田中央交通）聯營）

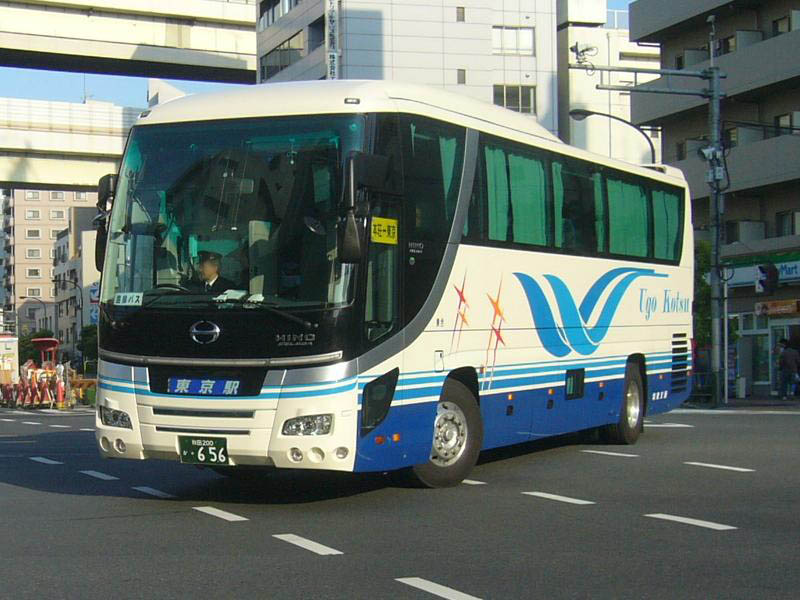
「Dream鳥海號」現時車輛（攝於木場五丁目路口）
「Green Liner号」現時車輛（攝於仙台站東出口）
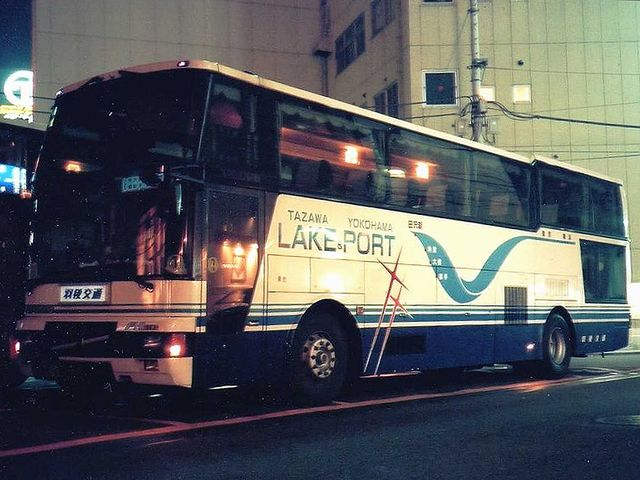
「湖泊&港口號」開始行走時的車輛（攝於相鐵高速巴士總站）※現時車輛已退役
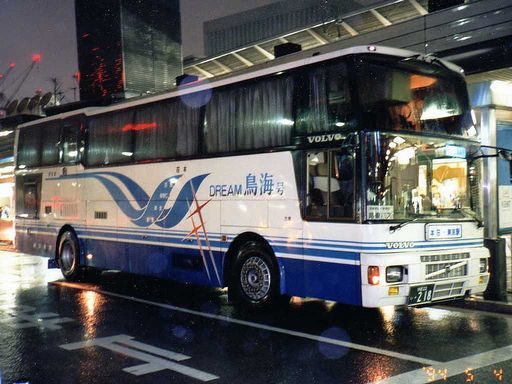
「Dream鳥海号」開始行走時的車輛（攝於東京站八重洲出口）※現時車輛已退役

## 一般巴士路線
羽後交通的一般巴士路線營運範圍包括橫手、湯澤、大曲和本莊等，主要為秋田縣縣南地區。在秋田縣擁有最大規模的路線網。
羽後交通的巴士車身顏色與小田急巴士十分相似（但是兩客沒有資本關係）。曾經在車隊中有來自小田急巴士的二手車（現時這些車輛均已退役）。車隊中也有來自都營巴士、川崎鶴見臨港巴士、大阪市營巴士、京阪宇治交通和千葉交通等的二手車。另外，羽後交通引入了一定數目的無障礙巴士（低地台巴士（One Step 巴士）），這些巴士均需要行走由自治體委託的社區巴士，因此一般巴士路線上沒有上述的無障礙巴士行走。現時車隊內未引入超低地台巴士（Non Step巴士）。一般巴士路線的乘車方法為，在前門乘車，在前門下車並支付車費。曾經橫手 - 十文字 - 湯澤之間（湯澤、橫手線）、橫手 - 金澤 - 六鄉 -大曲之間（橫手、大曲線）、本莊 - 西目 - 仁賀保 - 象潟之間（本莊、象潟線）和縣厚生連在各市設置的醫院連接各市營業所或JR據點站前等巴士路線的班次密度較高，但是最近隨著人口減少和私家車普及，上述巴士路線開始減班。
有支付車費方面，可以使用現金、回數券、定期券和特別乘車證（與傷殘證明書共同展示）。
羽後交通的巴士路線中，多數均會連接觀光勝地，因此除了當地居民外，也有許多旅客使用。

### 特急、急行巴士
- 急行 本莊、秋田線（本莊營業所 - 本莊站前角 - 松崎大町 - 道之驛岩城（日语：道の駅岩城） - 道川站前 - 下濱站前 - 日吉神社前 - 新屋站入口 - 長崎屋前（日语：長崎屋バスターミナル） - 秋田站前 - 縣立體育館前）
  - 曾經路線上設有租賃巴士（設有方向幕和車費箱）行走此路線。現時只使用一般巴士路線車輛。
- 急行 本莊、橫手線（橫手巴士總站（日语：横手バスターミナル） - 平成高校（日语：秋田県立平成高等学校）前 - 新道角 - 玉米 - 道之驛黄櫻之里（日语：道の駅東由利） - 上大琴 - 石澤小學前 - 本莊站前 - 組合醫院（日语：由利組合総合病院）前 - 本莊營業所）
- 急行 八幡平線（田澤湖站前 - 田澤湖畔 - 石神橋 - 鎧畑 - 玉川水壩 - 故鄉會館前 - 新玉川溫泉 - 玉川溫泉（日语：玉川温泉 (秋田県)） - 後生掛溫泉 - 蒸之湯溫泉 - 八幡平頂上）※與秋北巴士（日语：秋北バス）聯營，季節性服務（4月下旬 - 11月3日）
- 急行 玉川線（田澤湖站前 - 田澤湖畔 - 石神橋 - 鎧畑 - 玉川水壩 - 故鄉會館前 - 新玉川溫泉 - 玉川溫泉）※季節性服務（11月4日 - 30日）
- 急行 新玉川線（田澤湖站前 - 石神橋 - 鎧畑 - 玉川水壩 - 新玉川溫泉）※季節性服務（12月1日 - 4月下旬）
- 特急 由利工業高校線（由利工業高校（日语：秋田県立由利工業高等学校）前→本莊站前→川邊站前→矢島站前→矢島郵局前）
- 角館、秋田線（在不同年度的停車站都進行變更。在2014年的走線[15][注 4] 中為角館營業所 - 角館傳承館入口 - 境營業所 - 御所野AEON - 秋田站東出口。在2016年的走線中為角館營業所 - 角館傳承館入口 - 角館站前 - 秋田站出口） ※季節性服務
  - 在秋田市內到發的班次均為急行以上的班次類別。在一段時期，曾經設有急行橫手、秋田線（現時，此路線與高速湯澤、秋田線合併，所有班次均途經橫手才會前往湯澤營業所。在急行時代，設有途經大曲巴士總站的班次，以及設有走行於秋田市 - 境營業所之間的班次）和急行本莊、秋田機場線，上述兩路線由於知名度不足和客量不足等因素而取消。
  - 在2008年4月1日，急行 田澤湖、秋田線於角館營業所分割成兩條路線，分別是急行 角館、秋田線（角館營業所 - 秋田之間）和生保內線（角館營業所 - 田澤湖站前之間）。另外在田澤湖、秋田線中，部分班次為「特急」班次。
  - 曾經路線上設有租賃巴士（設有方向幕和車費箱）行走此路線。現時只使用一般巴士路線車輛。

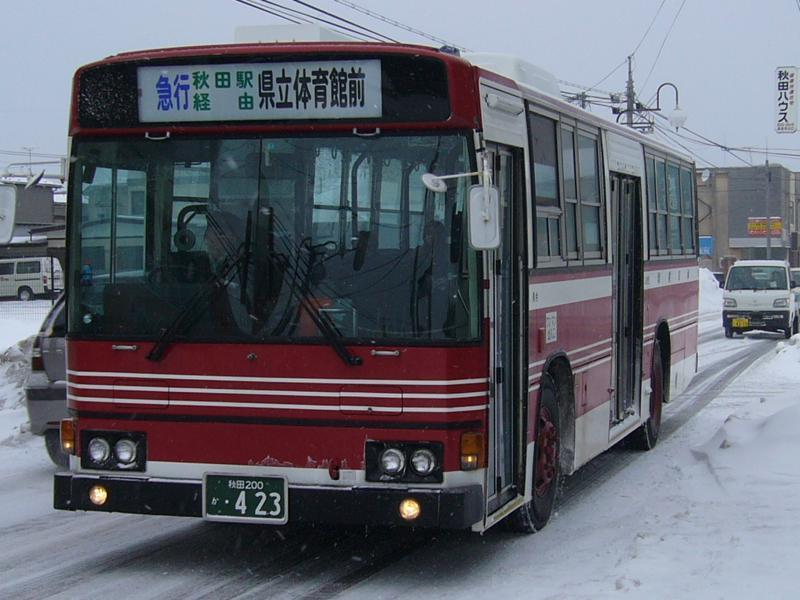
急行 本莊、秋田線（攝於羽後本莊附近）
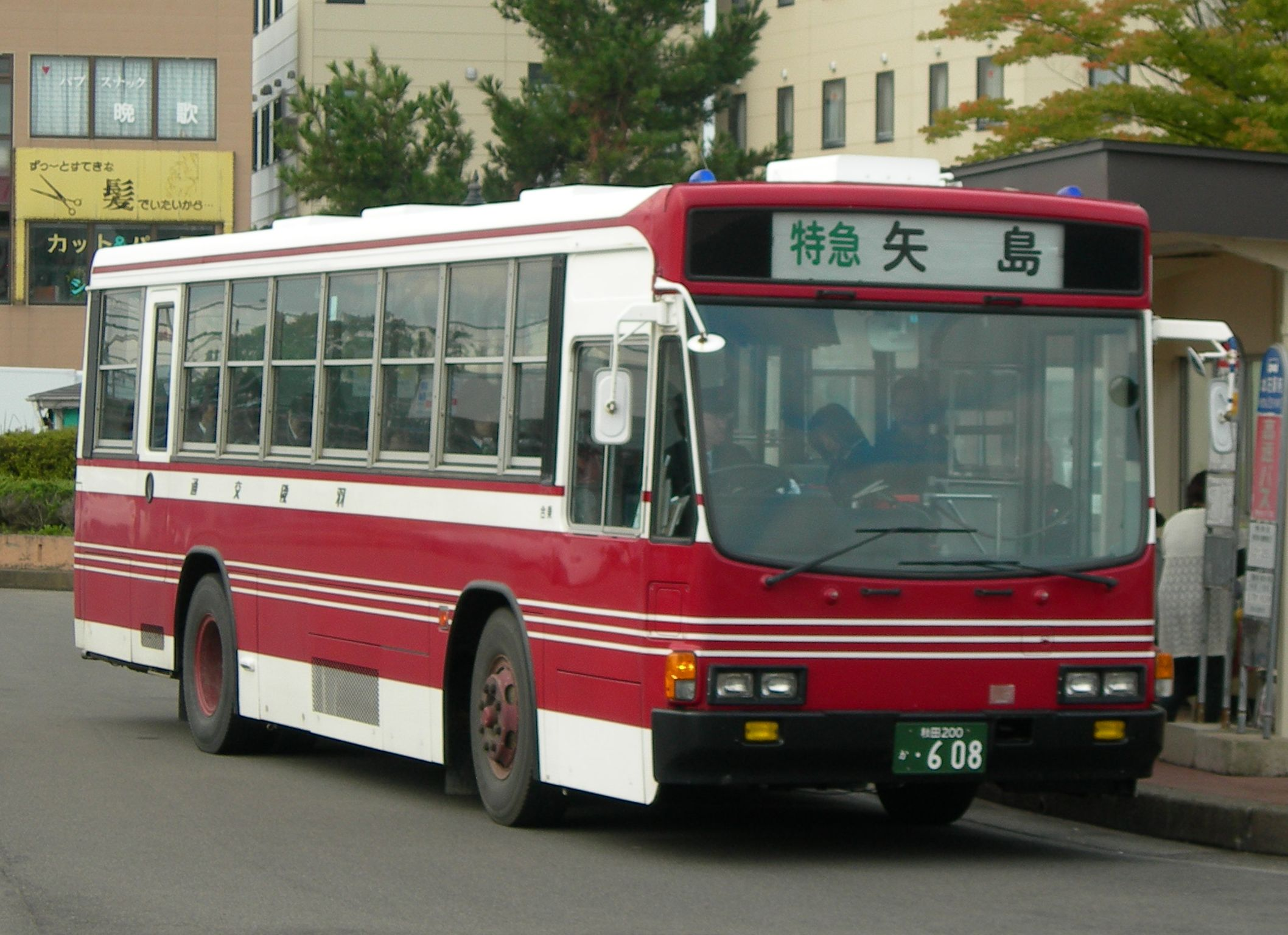
特急 由利工業高校線（攝於羽後本莊站）

#### 備註
- 急行 本莊、秋田線是地域之間幹線系統，由國家、秋田縣和沿線城市(秋田市、由利本莊市)補貼運行[16]。
- 急行 本莊、秋田線的車輛中搭載了GPS系統，可使用智能手機取得巴士即時位置（巴士位置系統（日语：バスロケーションシステム）），同時當車輛接近智能手機時可收到通知[17]。

### 主要路線
※在地域之間幹線系統中，由國家、秋田縣和沿線市町補貼運行。　
- 湯澤、橫手線（湯澤營業所 - 十文字詢問處 - 橫手巴士總站 - 平鹿綜合醫院（日语：平鹿総合病院）前）
- 横手、大曲線（平鹿綜合醫院前 - 橫手巴士總站 - 六鄉米町 - 大曲巴士總站）
- 大曲、角館線（角館營業所 - 角館站前 - 角館醫院（日语：市立角館総合病院）前 - 長野站前 - 大曲巴士總站）
- 本莊、象潟線（本莊營業所 - 組合醫院（日语：由利組合総合病院）前 - 本莊站前角 - 西目高校（日语：秋田県立西目高等学校）前 - 仁賀保公園前 - 金浦站前角 - 仁賀保高校前 - 合觀之丘（日语：道の駅象潟） - 象潟站前）

### 橫手、平鹿地區
- 故鄉村線（橫手站東出口 - 橫手巴士總站 - AEON前[注 5][18] - 秋田故鄉村（日语：秋田ふるさと村））
- 朝日丘、上台線（朝日丘四丁目 - 橫手巴士總站 - 橫手醫院（日语：市立横手病院） - 橫手高校（日语：秋田県立横手高等学校） - 上台）
- 角間川線（橫手巴士總站 - 角間川中上町 - 大曲巴士總站）
- 橫手清陵學院線（橫手站東出口 - 橫手清陵學院（日语：秋田県立横手清陵学院中学校）前）
- 本莊線（橫手巴士總站 - 平成高校（日语：秋田県立平成高等学校）前 - 淺舞小學前 - 新道角 - 坂之下）
- 大森線（橫手巴士總站 - 田根森郵局前 - 大森醫院（日语：市立大森病院）前）
- 橫手、小安線（平鹿綜合醫院前 - 橫手巴士總站 - 十文字詢問處 - 四谷角 - 川連 - 稻庭梺 - 皆瀨（日语：皆瀬村 (秋田県)）廳舍前）
- 山內線（橫手站東出口 - 橫手巴士總站 - 橫手清陵學院前 - 相野野站前 - 三又溫泉入口）
- AEON大曲線（橫手站西出口 - 道之驛美鄉（日语：道の駅美郷）[注 6] - AEON Mall大曲（日语：イオンモール大曲）） ※只於星期日及假期服務
- 平鹿醫院線（橫手站東出口 - 橫手巴士總站 - 平鹿綜合醫院前 - 橫手站西出口）

### 湯澤、雄勝地區
- 湯澤、小安線（雄勝中央醫院 - 湯澤營業所 - 川連 - 稻庭梺 - 皆瀨廳舍前 - 小安溫泉）※為地域之間幹線系統，由國家、秋田縣和沿線市町補貼[16]。
- 岩井川線（雄勝中央醫院 - 湯澤營業所 - 十文字詢問處 - 四谷角 - 東成瀨村公所前 - 入道/椿川 - 草之台） ※設有平鹿綜合醫院前到發班次。
- 橫堀線（雄勝中央醫院 - 湯澤營業所 - 須川 - 橫堀站前）
- 山田線（湯澤營業所 - AEON SC（日语：イオン湯沢ショッピングセンター） - 雄勝中央醫院）
- 西馬音內線（雄勝中央醫院 - 湯澤營業所 - 橋場 - 元西小學前）

### 大曲、仙北地區
- 川西線（大曲巴士總站 - JA內小友分店前 - 大森醫院前）
- 中山線（大曲巴士總站 - 小出澤 - 瀧之澤橋）
- 長信田線（大曲巴士總站 - 橫澤車廠前 - 長信田車廠前）
- 千屋線（大曲巴士總站 - 千屋小學前 - 川口）
- AEON、East Mall線（大曲巴士總站 - East Mall - AEON Mall大曲）
- 南外線（大曲巴士總站 - 神宮寺站前角 - 岩倉溫泉）
- 杉山田線（大曲巴士總站 - 神宮寺站前角 - 刈和野站前 - 杉山田）
- 峰吉川線（境營業所 - 協和小學前 - 峰吉川 - 刈和野站前 - 湯之澤下）
- 船岡線（協和小學 - 境營業所 - 上宇津野 - 上庄內 - 協和滑雪場）
- 淀川線（境營業所 - Rehasen前 - 中逢田 - 下川口 - 福部羅）
- 稻澤線（境營業所 - 協和小學 - 水澤 - 上稻澤 - 花葉館前 - 角館站前 - 角館營業所）
- 角館、六鄉線（角館營業所 - 角館站前 - 角館醫院前 - 橫澤車廠前 - 六鄉高校（日语：秋田県立六郷高等学校）入口）
- 生保內線（角館營業所 - 角館站前 - 神代小學前 - 田澤湖站前）
- 鎧畑線（田澤湖醫院（日语：市立田沢湖病院）前 - 田澤湖站前 - 石神橋 - 鎧畑）
- 田澤湖一周線（田澤湖站前 - 田澤湖畔 - 潟尻 - 田澤湖畔 - 田澤湖站前）
- 乳頭線（田澤湖站前 - 田澤湖畔 - Alpa駒草 - 乳頭溫泉）
- 駒岳線（田澤湖站前 - 田澤湖畔 - Alpa駒草 - 駒岳八合目）※季節性服務

### 本莊、由利地區
- 市內線（本莊營業所 - 本莊站前 - Pine-spa新山 - 田尻 - 由利振興局前 - 本莊站前 - 本莊營業所）
- 市內中央線（本荘営業所 - 本荘駅前 - 組合病院前 - イオン本荘 - 組合病院前 - 本荘駅前 - 本荘営業所）
- 赤田線（本莊營業所 - 組合醫院前 - 赤田大佛前 - 二又）
- 松崎線（本莊營業所 - 組合醫院前 - 松崎大町 - 羽後龜田站）
- 黒渕線（本莊營業所 - 組合醫院前 - 本莊站前 - 石澤小學前 - 上大琴 - 道之驛黃櫻之里（日语：道の駅東由利） - 玉米 - 黑渕）
  - 中途與急行本莊、橫手線相同走線(但是，兩線也是停靠相同巴士站)。
- 中田代線（本莊營業所 - 組合醫院前 - 岩谷站前 - 中田代 - 曲澤 - 瀧溫泉）
- 縣立大學線（本莊站前 - 縣立大學前）
- 本莊、伏見線（本莊營業所 - 組合醫院前 - 本莊站前 - 前鄉站前 - 矢島站前 - 矢島郵局前 - 鳥海綜合分所前 - 鳥海菜場前）
- 福祉區域線（本莊營業所 - 本莊站前 - 福祉區域）
- 小砂川線（象潟站前 - 玫瑰團地入口 - 上濱小學前 - 中磯 - 三崎公園前）
- 仁賀保高校線（象潟站前 - 仁賀保高校（日语：秋田県立仁賀保高等学校）前 - 金浦站前）

### 已取消路線
- 急行 角館、秋田線（角館營業所 - 角館站前 - 花葉館前 - 上稻澤 - 境營業所 - 御所野吉之島（日语：イオンモール秋田）前 - 牛島站入口 - 長崎屋（日语：長崎屋バスターミナル）前 - 秋田站前 - 縣立體育館前）
  - 設有較短的班次，行走於秋田 - 境營業所之間(急行 境、秋田線)。另外設有延長至田澤湖站前(急行 田澤湖、秋田線，部分班次為特急)和延長至田澤湖畔(特急 田澤湖、秋田線的延長班次)的班次。
- 急行 橫手、秋田線…事實上為高速路線湯澤 - 秋田線（日语：湯沢 - 秋田線）途經橫手巴士總站（日语：横手バスターミナル）的班次。在一段時期，設有班次以橫手巴士總站作為起終點站。也曾經設有行走於橫手巴士總站～湯澤營業所的短途班次。
- 急行 大曲、秋田線
- 急行 酒田、本莊線（與庄內交通聯營）→現時由高速巴士仙台 - 本莊線（日语：仙台 - 酒田・本荘線）(與庄交聯營)中，當鶴岡至本莊營業所之間設有空位時後，可乘坐上述班次，並成為上述取消路線的替代路線(每日3往返班次)。
- 急行 大曲、境線（大曲巴士總站→神宮寺站前角→刈和野下町→峰吉川→境營業所）
- 急行 盛岡、田澤湖線（盛岡巴士中心（日语：盛岡バスセンター） - 田澤湖站前總站、田澤湖畔、田澤湖高原溫泉）
  - 1964年8月起，與岩手中央巴士（現時：岩手縣交通（日语：岩手県交通））開始互相駛入[19]，後來由羽後交通單獨運行。隨著田澤湖線電氣化影響，使客量減少。最後在1994年3月取消。
- 二井山線（橫手巴士總站 - 平鹿綜合醫院前 - 淺舞小學前 - 新道角 - 二井山）
- 下吉田線（橫手巴士總站 - 平鹿綜合醫院前 - 下高口 - 大森醫院前）
- 湯澤沼館線（湯澤營業所 - 沼館）
- 弁天線（湯澤營業所 - 弁天 - 八幡）
- 秋之宮線（雄勝中央醫院 - 湯澤營業所 - 須川 - 橫堀站前 - 秋之宮山莊前）
- 院內線（湯澤營業所 - 須川 - 橫堀站前 - 院內）
- 木地山線（雄勝中央醫院 - 湯澤營業所 - 須川 - 憩之村 - 泥湯溫泉（日语：泥湯温泉））
- 大門線（湯澤營業所 - 川連 - 大門）
- 仙道線（雄勝中央醫院 - 湯澤營業所 - 羽交發售所前 - 元西 - 久保）
- 土川線、心像線（大曲巴士總站 - 神宮寺站前角 - 刈和野站前 - 土川學校前 - 杉澤/鬼頭）
- 大曲荒川線（大曲營業所 - 六鄉米町 - 六鄉溫泉）
- 船澤線（協和小學 - 境營業所 - 下船澤）
- 白岩線（角館營業所 - 白岩 - 抱返（日语：抱返り渓谷））
- 岡崎院內線（角館營業所 - 角館站前 - 角館醫院前 - 神代小學前 - 神成澤）
- 檜木內線（角館營業所 - 角館站前 - 角館醫院前 - 松葉車廠前 - 上戶澤）
- 中直根線（矢島營業所 - 山崎 - 下百宅、川熊）
- 猿倉線（矢島營業所 - 金澤 - 鳥海莊前）
- 本莊高校線（本莊營業所 - 本莊站前 - 本莊高校（日语：秋田県立本荘高等学校）前）
- 君野線（本莊營業所 - 組合醫院前 - 松崎大町 - 岩城郵局前 - 君野）
- 高尾線（本莊營業所 - 組合醫院前 - 岩谷站前 - 下川大內小學前 - 中俁）
- 西目線（本莊營業所 - 組合醫院前 - 本莊站前 - 福祉區域 - 西目站前 - 柏原溫泉前）
- 亀田線（本莊營業所 - 組合醫院前 - 松崎大町 - 龜田站前 - 宮之下）
- 本莊、笹子線（本莊營業所 - 組合醫院前 - 本莊站前 - 前鄉站前 - 矢島站前 - 矢島詢問處 - 鳥海綜合分所前 - 熱湯鳥海 - 上野宅）
- 仁賀保線（象潟站前 - 金浦站前角 - 仁賀保站前 - 桂坂 - 釜台）*2010年3月尾取消
- 長岡線（象潟站前 - 長岡 - 湯之台 - 上鄉小學前）*2010年3月尾取消
- 大竹線（金浦站前 - 仁賀保高校（日语：秋田県立仁賀保高等学校）前 - 大竹）*2010年3月尾取消
- 鳥海線（象潟站前 - 農協前 - 象潟醫院前 - 橫岡） ※舊・JR巴士東北的巴士路線 *2010年3月尾取消

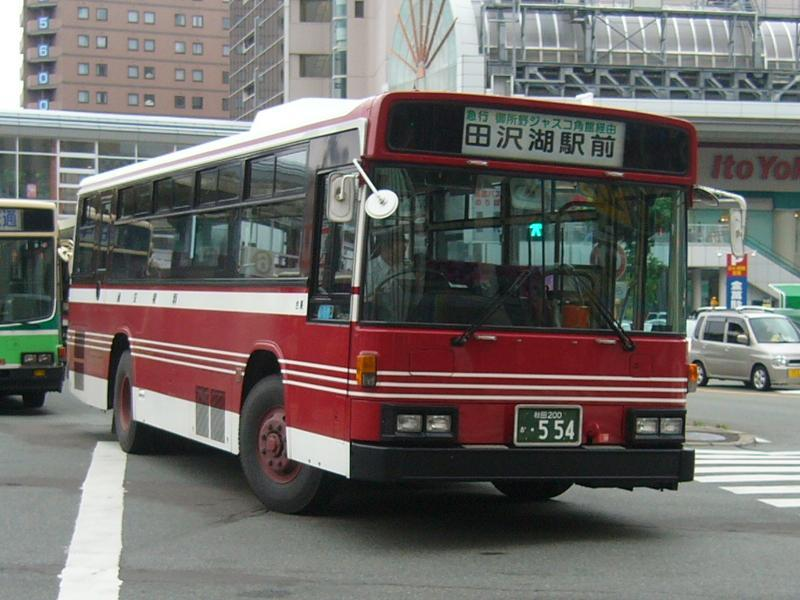
急行 田沢湖・秋田線（攝於秋田站前）

### 社區巴士
各自治體委托羽後交通運行下列社區巴士路線：
- 大仙市循環巴士「200巴士」
  - 大曲巴士總站（Joyful City） - 大曲站 - 市政廳 - 市立大曲醫院 - 大曲站 - 大曲巴士總站
  - 從前為「100巴士」，車費一律100日圓。後來由於油價高漲，在2008年4月1日一律200日圓。
  - 使用車輛中，使用了秋田縣首架無梯級巴士（日语：ノンステップバス）[20]。另外，以下2路線使用同款車輛（三菱扶桑 Aero Midi ME（日语：三菱ふそう・エアロミディME））運行。
- 由利本莊市循環巴士「御殿毬號」(逆路線由「藍巴士」運行)
  - 羽後本莊站 - 古雪町 - 羽後本莊站 - 安樂溫泉前 - 羽後本莊站
  - 不論哪個巴士站下車，每次乘車車費200日圓(小童半價)。設有回數乘車券（日语：回数乗車券），但是與羽後交通發行的回數券不同，該回數券只可在循環巴士中使用。回數券只可在循環巴士司機中購入(成人2000日圓，小童1000日圓。均設有11張車票)。
- 湯澤市、雄湯鄉穿梭巴士「湯托邦號」
  - 市民廣場 - 雄勝中央醫院
- 橫手市循環巴士
  - 橫手巴士總站 - 橫手醫院 - 平鹿綜合醫院 - AEON SC西出口 - 平鹿綜合醫院 - 橫手醫院 - 橫手巴士總站
  - 在2013年10月1日開始運行[21]。每次乘車200日圓[22]。在2014年10月至2015年9月之間，毎月20日和30日免費乘坐[23]。

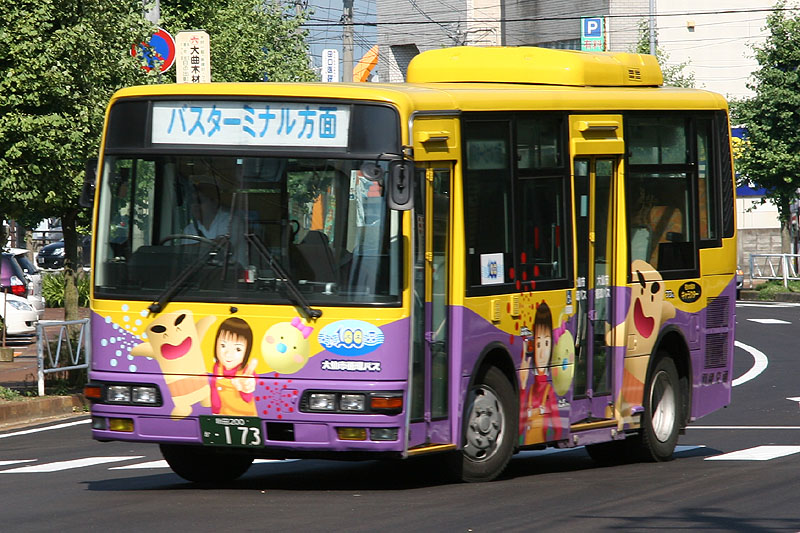
大仙市200巴士（圖中為「100巴士」時代） 攝於大曲Joyful City前
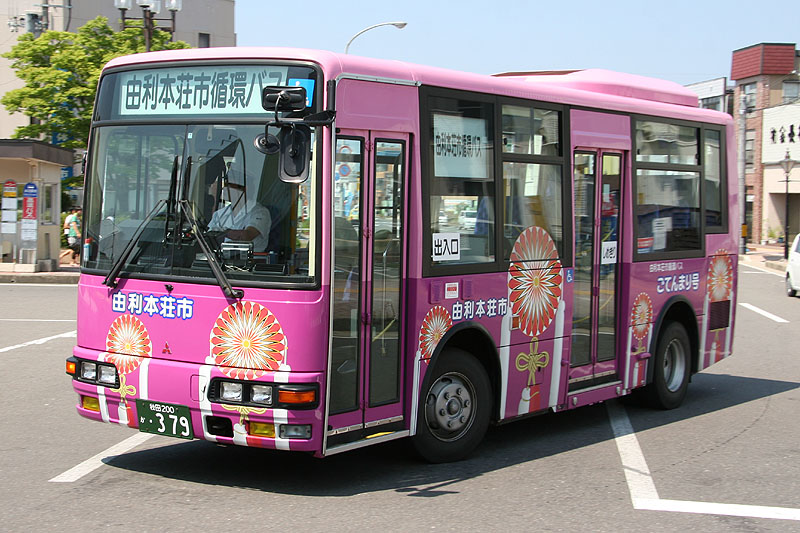
由利本莊市御殿毬號 攝於羽後本莊站前

## 定期觀光巴士
- 定期觀光巴士（角館（日语：角館町）、田澤湖周邊）

## 田澤湖遊覽船

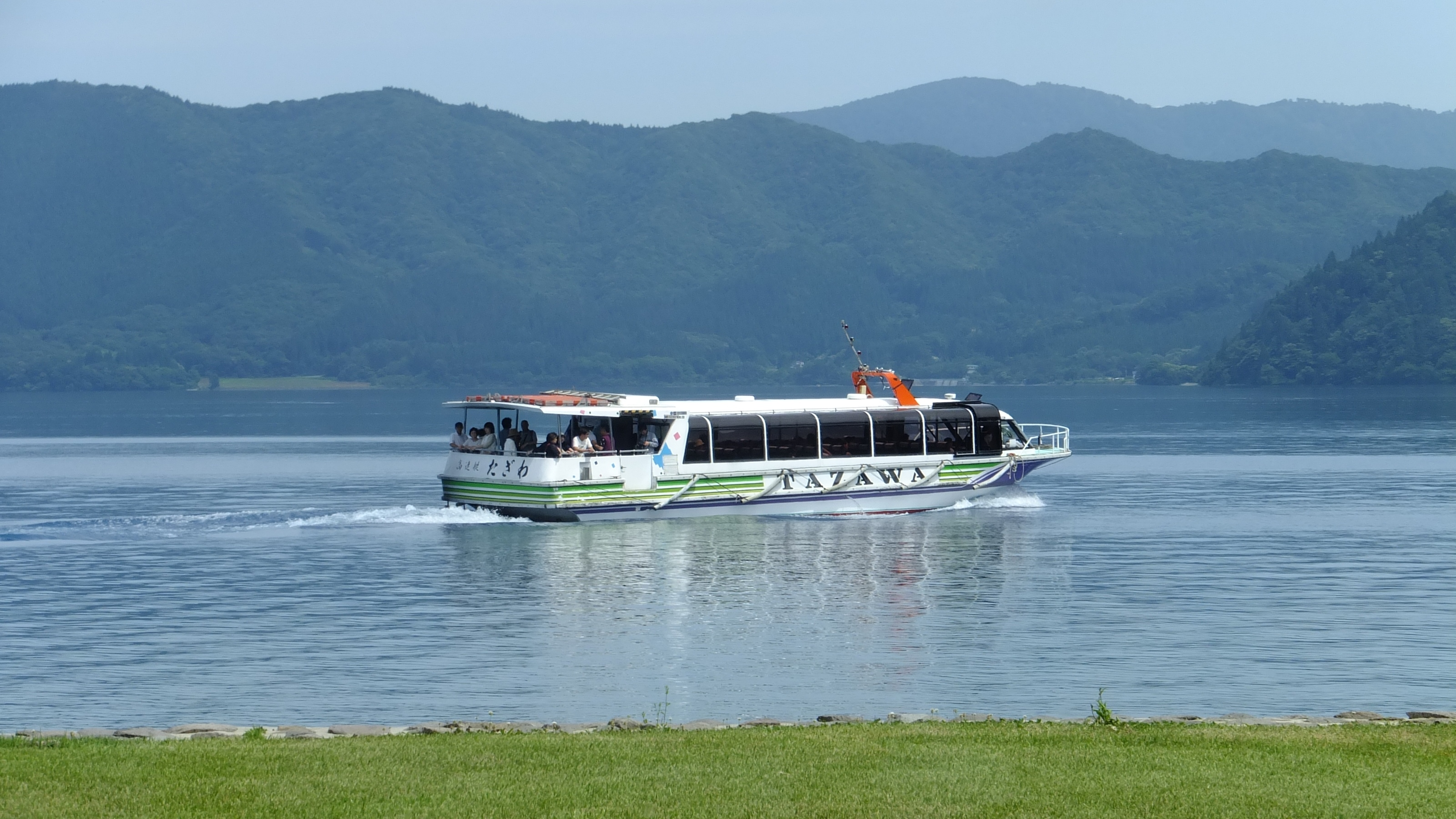
高速船「田澤湖」

田澤湖遊覽船由相關公司羽後交通興業提供。該公司也經營休息室。
- 白濱 - 潟尻

在4月至11月季節性服務。每日4往返班次（在夏天繁忙時期，增加8往復に増便）。

### 船集
- 高速船「田澤湖」

1995年7月15日開始營運，重量19公噸，引擎輸出800PS，航行速度23節，載客量110名
- 高速「綠丸」

1983年4月25日日開始營運，重量14公噸，引擎輸出450PS，航行速度23節，載客量58名

## 定期券的各種服務
- 在2002年起，70歲以上的長者和65歲以上交還駕駛執照者，均可購買全國首個長者專用的定期票「Gold Free定期券」。

1個月定期 10000日圓、3個月定期 21000日圓、6個月定期 36000日圓
※在購入之際，需要提交個人相片（2.5×2.1）和年齡證明文件等資料。另外，交還駕駛執照者需要出示交還證明書。
- 持有上學定期券的乘客，於星期六及假日以每程100日圓的價錢乘車。
- 駒岳線、八幡平線、高速巴士路線均不可使用上述定期券與其優惠。

## 關於使用回數券
羽後交通設有回数乘車券。普通回數券設有不同金額，也設有11張和12張之分（12張只有600日圓券以上的高面額回數券），價錢為10張車票的金額。除了普通回數券外，也有一套回數券，以50日圓券8張，40日圓券和30日圓券各10枚，價值1100日圓以1000日圓發售。
交還駕駛執照者設有特別的回數券。12張100日圓券售賣1000日圓。但是，從湯澤出發前往秋田的高速巴士等路線不可使用。
由於連接湯澤市、橫手市和秋田市的高速秋田線（與秋田中央交通聯營，高速湯澤線）駛入秋田市。因此秋田中央交通發行 的回數乘車券（但是親睦乘車券不可使用）可使用於駛入秋田市的巴士路線。另外，秋田站東出口和角館營業所之間的路線只由羽後交通運行，並且只於季節性服務。由於車費設定不同，因此由羽後交通發行的回數券不可使用，只可以現金支付車費。

## 注腳

## 外部連結
- 羽後交通官方網站 （页面存档备份，存于）（日語）